# Saint-Gaudens National Historic Park

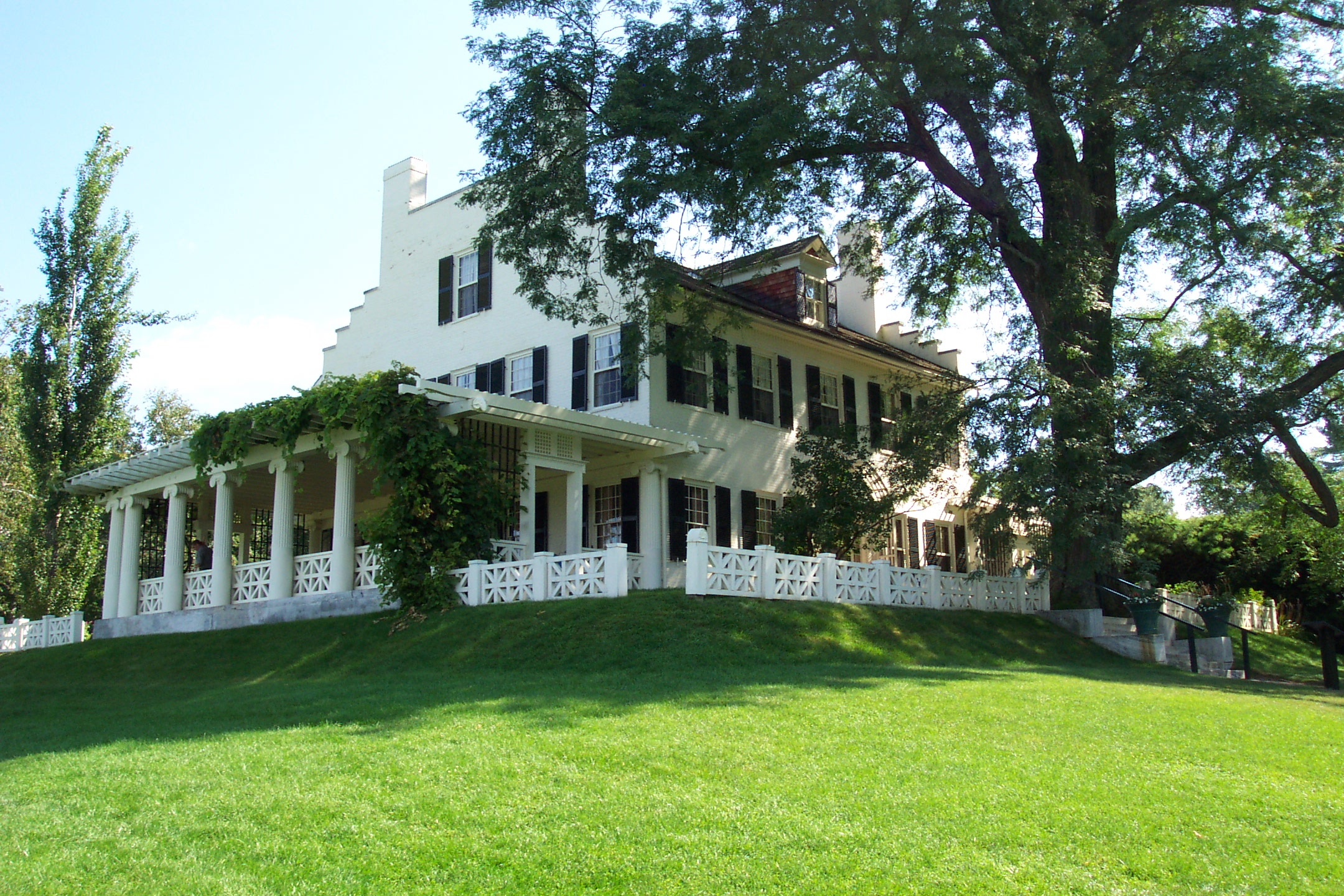
Dom Aspet

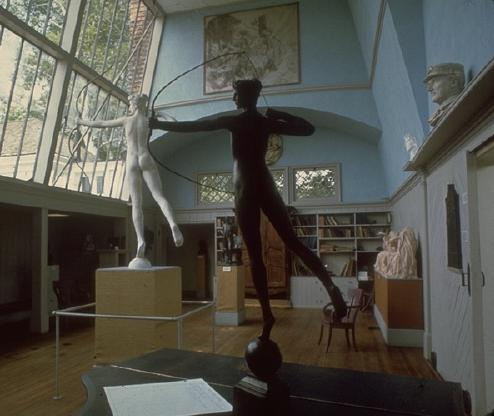
Galeria rzeźb

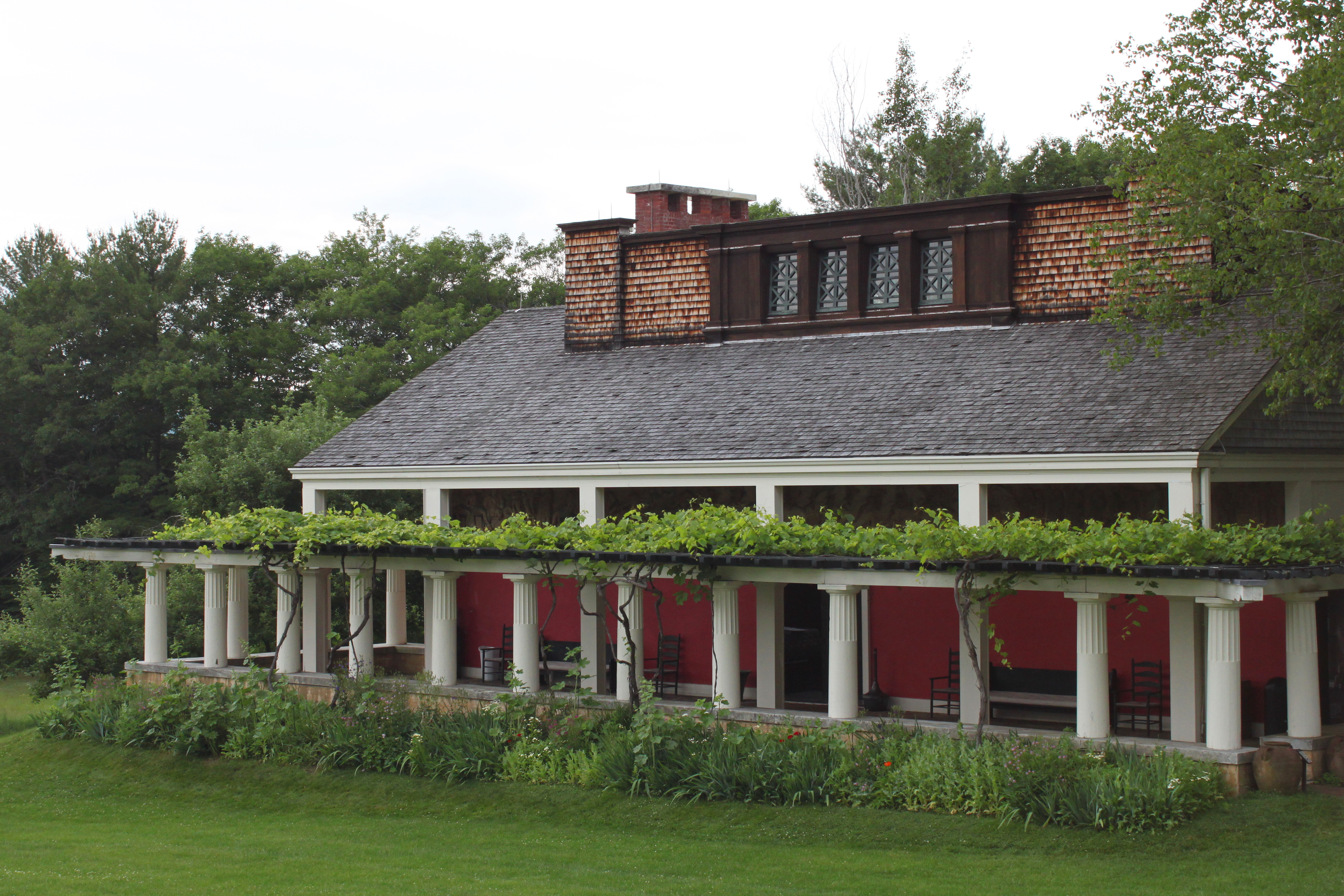
Mała pracownia

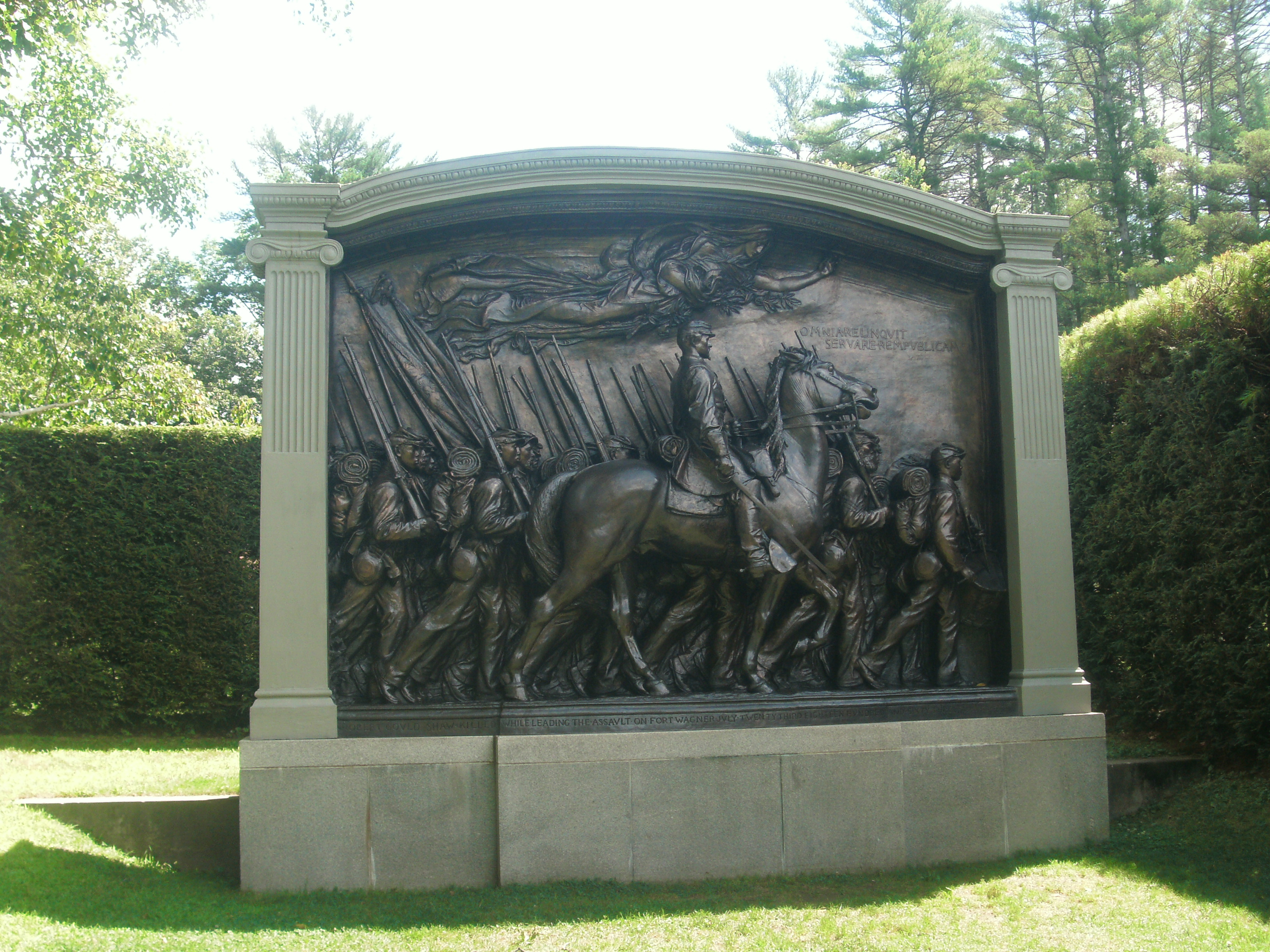
Model Robert Gould Shaw Memorial

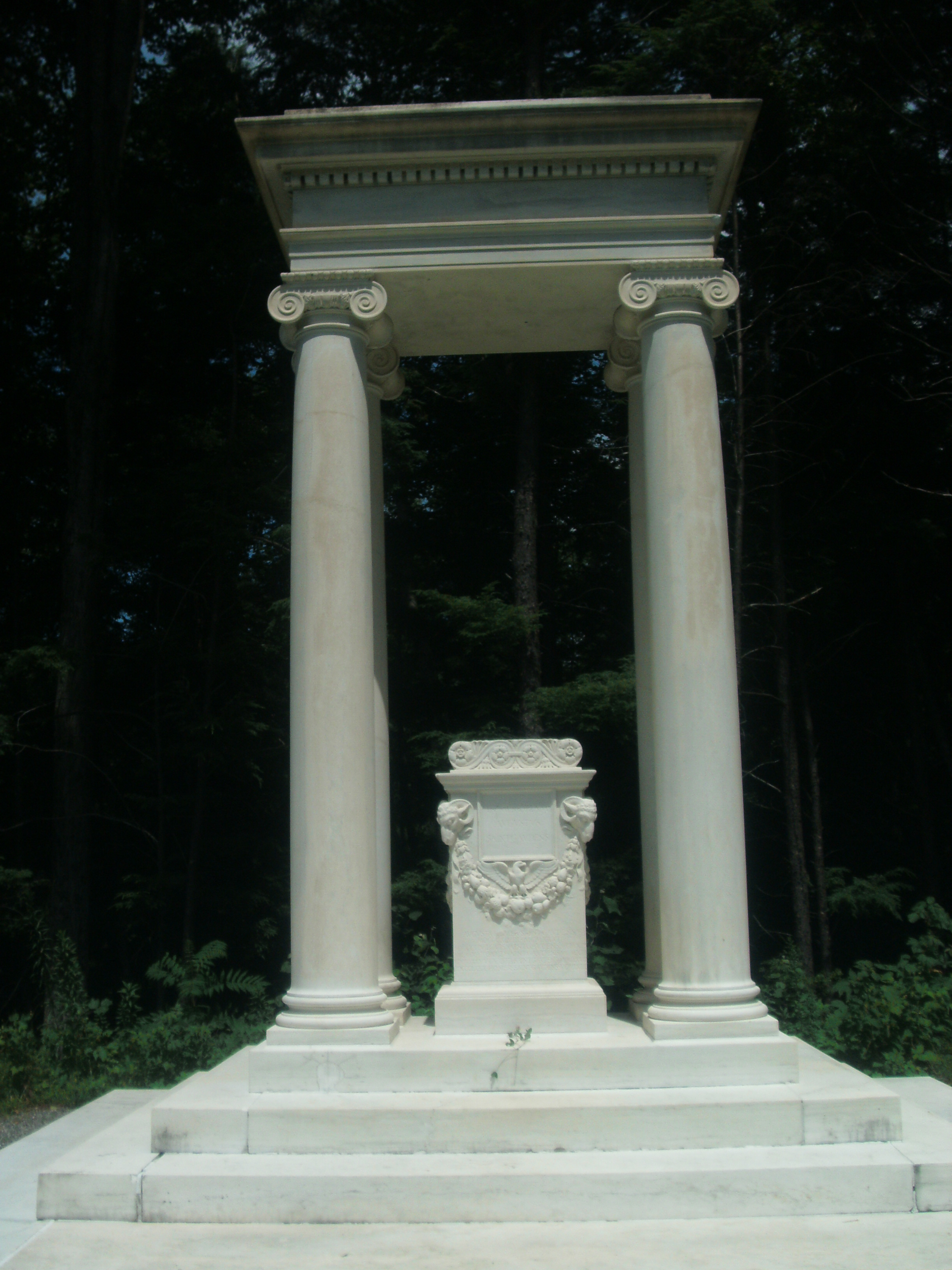
Grobowiec rodzinny Saint-Gaudensów

Saint-Gaudens National Historic Site – posiadłość należąca do jednego z najwybitniejszych amerykańskich rzeźbiarzy Augustusa Saint-Gaudensa i jego rodziny, będąca obecnie miejscem przechowywania spuścizny po nim. 
Historyczna posiadłość Saint-Gaudensów ze względu na swe historyczne znaczenie została 13 czerwca 1962 roku wpisana na listę zabytków Stanów Zjednoczonych National Historic Landmark, natomiast w 1966 roku znalazła się w oficjalnym rejestrze amerykańskich zasobów kulturowych zasługujących na ochronę, National Register of Historic Places jako pozycja numer #66000120.

## Historia
W 1885 roku Augustus Saint-Gaudens przyjechał po raz pierwszy do Cornish; wynajął wówczas od swojego przyjaciela, prawnika Charlesa C. Beamana stary zajazd na sezon letni. Dostosował go do swoich potrzeb, a stodołę przebudował w studio rzeźbiarskie. W 1892 roku zdecydował się na kupno zajazdu. Od tego czasu przyjeżdżał tu każdego lata z rodziną, by od 1900 roku zamieszkać w nim na stałe. Posiadłość nazwał Aspet od miejscowości Aspet we Francji, gdzie urodził się jego ojciec. Na terenie posiadłości dokonał szeregu zmian zakładając ogrody i urządzając tereny rekreacyjne. Przebudował i gruntownie odnowił pochodzący z około 1800 roku dom. Ze względu na wzrost swojej popularności  i zwiększającą się liczbę zamówień zbudował dużą pracownię, w której pracował razem ze swoimi asystentami. Sam tworzył koncepcję dzieł i wstępne modele rzeźb, które następnie asystenci kończyli pod jego kierunkiem. W 1904 roku pracownia została spalona, zniszczeniu uległy korespondencja artysty, jego szkicowniki i wiele nie dokończonych prac. Na miejscu spalonej pracowni zbudował została nową, Studio of the Caryatids, ale i ona w 1944 roku przepadła w pożarze. Idąc w ślad Saint-Gaudensa wielu innych znanych artystów amerykańskich osiedliło się w Cornish tworząc środowisko artystyczne, znane jako Cornish Art Colony (kolonia artystyczna w Cornish). Byli wśród nich rzeźbiarze: Louis Saint-Gaudens (brat Augustusa), Paul Manship, Herbert Adams, malarze: Maxfield Parrish, Thomas Wilmer Dewing, George de Forest Brush, Lucia Fairchild Fuller i Kenyon Cox, dramaturg i poeta Percy MacKaye, pisarz Winston Churchill i architekt Charles A. Platt. Po śmierci Saint-Gaudensa w 1907 roku jego kolonia uległa powolnemu rozkładowi. Augusta, wdowa po nim i syn Homer nadal przyjeżdżali latem do Aspet. W 1919 roku utworzyli oni Saint-Gaudens Memorial, fundację której celem było zachowanie posiadłości jako miejsca o znaczeniu historycznym. W 1965 roku fundacja podarowała posiadłość amerykańskiemu Zarządowi Parków Narodowych (National Park Service).

## Stan obecny
Historyczna posiadłość Saint-Gaudensa obejmuje następujące obiekty:
- Little Studio (mała pracownia) – zbudowana w 1904 roku według projektu architekta George'a Fletchera Babba na miejscu stodoły, którą Saint-Gaudens przebudował na pracownię; pracował w niej nad pomnikiem Abrahama Lincolna („Standing Lincoln”). W budynku tym znajdują się obecnie prace Saint-Gaudensa, natomiast w pokoju, który uprzednio służył do wykonywania odlewów gipsowych, urządzono przymuzealny sklep;
- Aspet – murowany dom, zbudowany około 1800 roku jako zajazd, znany lokalnie pod nazwą „Huggins’ Folly”. Saint-Gaudens zmienił tę nazwę na „Aspet” na cześć francuskiej miejscowości gdzie urodził się jego ojciec. w 1885 roku dobudował okna mansardowe oraz zachodnią werandę z kolumnami jońskimi. W domu znajdują się oryginalne meble i przedmioty dekoracyjne przywiezione z wielu podroży Saint-Gaudensa;
- Flower Garden (ogród kwiatowy), w którego planowaniu i urządzaniu osobiście uczestniczył Saint-Gaudens;
- Cutting Garden (ogród kwiatów jednorocznych);
- trawnik do gry w bowls;
- Stable and Ice House (stajnia i lodownia) – lodownia zbudowana przed 1885 rokiem i przebudowana w 1891 roku, służyła do przechowywania brył lodowych pochodzących z pobliskiego strumyka Blow-Me-Down. Obecnie znajdują się w niej pojazdy konne oraz sanie;
- Adams Memorial (pomnik Adamsa) – odlew rzeźby nagrobkowej w brązie wykonanej na zlecenie historyka Henry'ego Adamsa ku czci jego żony. Oryginalna rzeźba znajduje się na cmentarzu Rock Creek Cemetery w Waszyngtonie;
- Pomnik Robert Gould Shaw Memorial – końcowa wersja pomnika ku czci 54 Ochotniczego Pułku Piechoty Massachusetts, który walczył w wojnie secesyjnej. Oryginał pomnika znajduje się w Bostonie;
- Farragut Monument (Pomnik Faraguta), wykonany w 1881 roku wspólnie z architektem Stanfordem White'em zapewnił Saint-Gaudensowi sławę jednego z najlepszych rzeźbiarzy Ameryki;
- Picture Gallery (galeria obrazów) – przybudówka z 1948 roku, zaadaptowana i przeznaczona na galerię wystaw artystycznych;
- New Gallery (Nowa Galeria) – powstała w 1948 roku wyniku przebudowy pozostałości po spalonej cztery lata wcześniej pracowni Saint-Gaudensa. W galeriach tych znajdują się obecnie reliefowe portrety, projekty monet amerykańskich z 1907 roku, medale i kamee;
- Ravine Studio (pracownia w wąwozie) – zbudowana około 1900 roku i używana przez asystentów Saint-Gaudensa do wykonywania rzeźb w marmurze. Odrestaurowana w 1969 roku służy obecnie nadal jako pracownia rzeźbiarska;
- Ravine Trail (szlak w wąwozie), mający 400 metrów długości, zaczyna się przy pracowni w wąwozie, prowadzi wzdłuż strumyka Blow-me-up i kończy się przy świątyni (Temple);
- Temple (świątynia) – zaprojektowana w 1905 roku jako dekoracja do przedstawienia teatralnego wystawionego przez artystów kolonii artystycznej w  Cornish w 20. rocznicę przyjazdu Saint-Gaudensa do tej miejscowości. Świątynia ta została później zbudowana z marmuru i pełni obecnie funkcję grobowca rodzinnego Saint-Gaudensów.
- Blow-Me-Down Trail (szlak wycieczkowy Blow-Me-Down) o długości 3 200 metrów, wytyczony w obszarze leśnym Blow-me-down Natural Area o powierzchni 32 hektarów.